# Universidad de Uagadugú

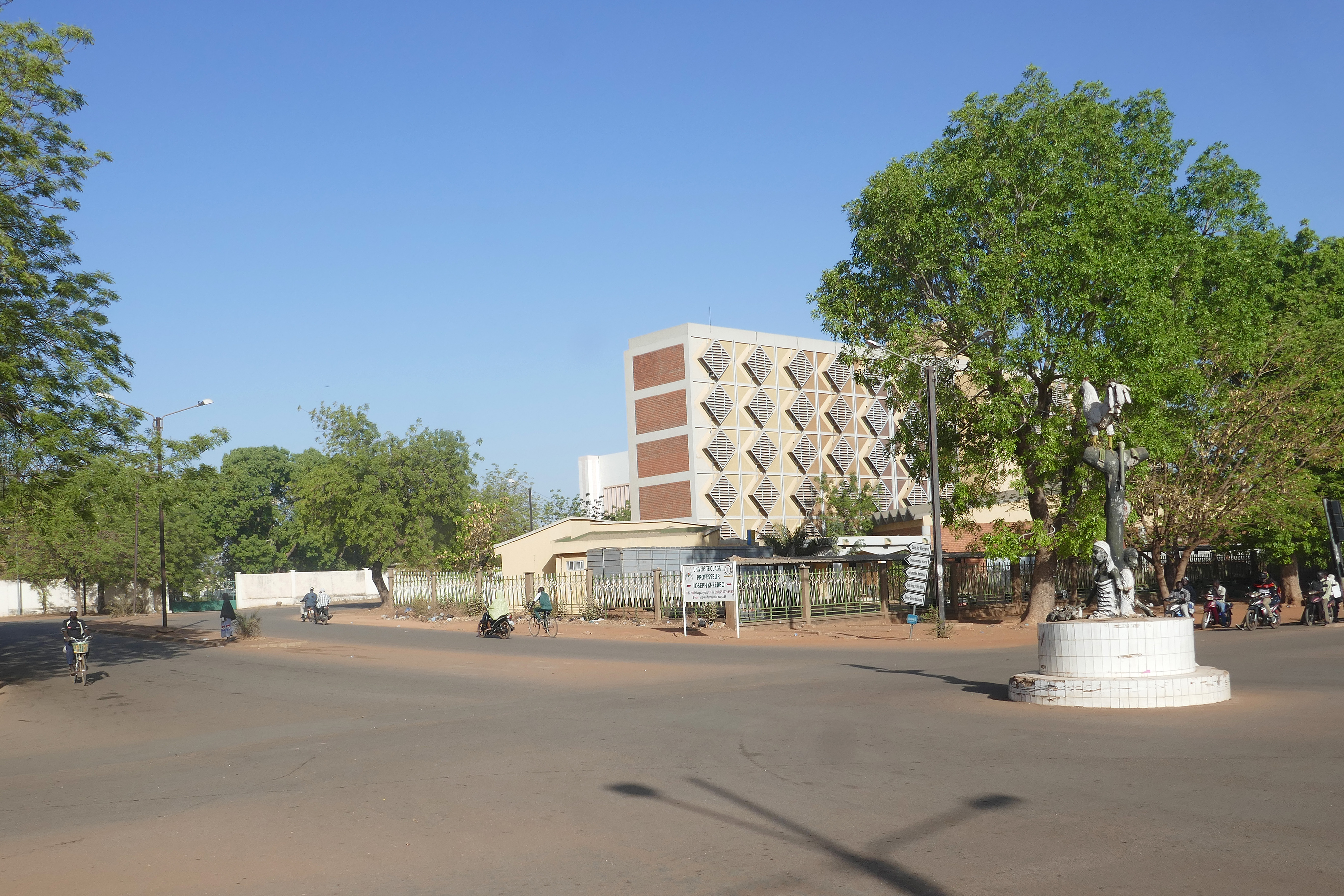
Campus

La  Universidad de Uagadugú, en francés  Université de Ouagadougou  y desde 2015 Université Ouaga 1 Professeur Ki-Zerbo en homenaje a Joseph Ki-Zerbo, es la principal universidad de Burkina Faso, fundada en 1974 y situada en la capital del país, con un campus también en Bobo-Dioulasso abierto en 1995.